# Himertosoma schoutedeni
Himertosoma schoutedeni är en stekelart som först beskrevs av Pierre L. G. Benoit 1954.  Himertosoma schoutedeni ingår i släktet Himertosoma och familjen brokparasitsteklar. Inga underarter finns listade i Catalogue of Life.